# 北炭機械工業
北炭機械工業（ほくたんきかいこうぎょう）は、北海道炭礦汽船の関連会社で、北海道夕張市・滝川市に鉱山機械・産業機械の製作・修理工場を有していた北海道の代表的な機械メーカー。
北炭夕張炭鉱の事業用機器の製作・修理を主体に1938年（昭和13年）3月に夕張製作所として発足し、営業を開始した。戦争中は海軍の指定工場ともなり発展したが、敗戦後は賠償指定工場となり、経営的に打撃を受けた。その後、炭鉱機械・関連設備の他に、一般産業機械・製缶構造物や森林鉄道・簡易軌道向けの車両製造も手掛けるようになり、1965年（昭和40年）に北炭機械工業となった。
資本金5億円・従業員300名以上の中堅企業に成長して盛業を続けていたが、北海道炭礦汽船の会社更生法申請に連鎖して1995年（平成7年）に破産宣告を受けて事業を廃止となった。
このため、当社の従業員は退職金なしで解雇されることになった。
また、当社の受注の一部で工事完成保証人となっていた函館どつくなど2社が当社が進めていた工事の一部を肩代わりして遂行する事態ともなった。

## 歴史
- 1938年（昭和13年）3月　株式会社夕張製作所設立
- 1940年（1938年）12月　滝川工場竣工・操業開始
- 1965年（昭和40年）4月　資本金を5億円に増資、北炭機械工業に改称
- 1995年（平成7年）　北海道炭礦汽船の会社更生法申請に連鎖して、倒産